# Tożsamość Bourne’a (film 1988)
Tożsamość Bourne’a (ang. The Bourne Identity) – trzygodzinny film sensacyjny nakręcony w 1988 roku dla telewizji, wyreżyserowany przez Rogera Younga według scenariusza Carol Sobieskiej na podstawie powieści Roberta Ludluma o tym samym tytule, wydanej w 1980 roku. Także nadawany jako miniserial.

## Obsada
- Jason Bourne – Richard Chamberlain
- Marie – Jaclyn Smith
- Koenig – Peter Vaughan
- Washburn – Denholm Elliott
- Crawford – Bruce Boa
- D’Anjou – James Faulkner
- Gillette – James Laurenson
- Anthony Quayle
- Donald Moffat
- Jorgos Wojadzis